# クァイティオ
クァイティオもしくはクイティアオ(kuai tiao, ก๋วยเตี๋ยว)は、タイ料理の一種である。米から作られた麺を意味する言葉であるが、同時にそれを用いた麺料理そのものも意味する。名称は潮州語（閩南語）の「粿條」がなまったものである。

## 概要

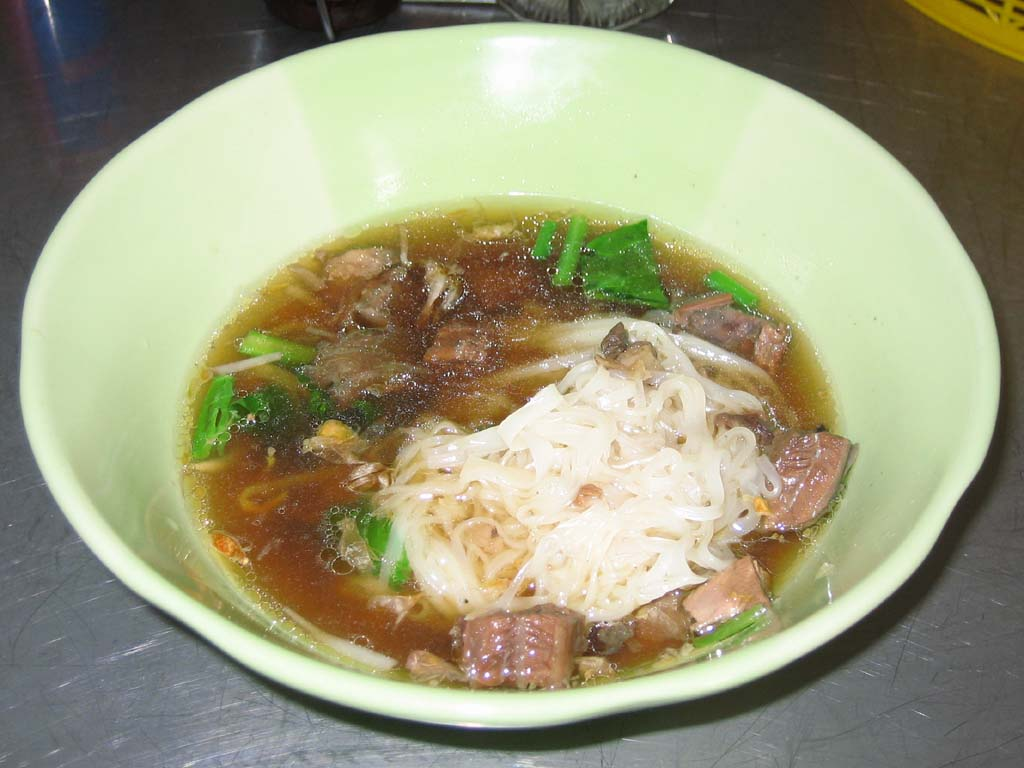
クァイティオ・ナーム（センレッ）

タイにおいて、クァイティオは屋台や食堂、デパートのフードコートなどで広く提供されている。日本ではタイ料理店の一部で食べることができる。
もともとは潮州系華人がもたらした潮州料理であり、漢字では粿條と表記する。現在では民族的な出自には関係なく、タイ国内で広く一般に食されている。
麺はその幅により幅の太いセンヤイ（เส้นใหญ่）、細いセンレッ（เส้นเล็ก）、極細のセンミー（เส้นหมี่）に分けられる。
タイ国内においては、センヤイとセンレッは通常生麺で、センミーは乾麺として流通しているが、国外においては基本的にすべて乾麺として流通している。
代表的な調理法としては、スープの有無により汁麺のクァイティオ・ナーム（ก๋วยเตี๋ยวน้ำ）とスープ無しのまぜ麺であるクァイティオ・ヘーン（ก๋วยเตี๋ยวแห้ง）に分けられる。どちらも屋台や食堂、デパートのフードコートなどで広く提供されている。一食の量は日本のラーメン等と比較して少なめで、軽めの食事や間食にちょうどよい量である。
クァイティオ・センレッはパッタイ、クァイティオ・センヤイはラオス風のカオソーイにも用いられる。

## 食事の作法など
クァイティオ・ナームのスープは鶏がらなどで取っただしに薄く塩味が付いたもので、タイ人はさらにテーブルの上に用意されたナンプラー、砂糖、粉唐辛子、唐辛子の酢漬けを使い、自分で味を調節して食べるのが普通である。食べる人は食べたい量を事前に注文し、給仕する側はそれを一度に提供する。食べる人は食べ終わった器をスープを一つの器にまとめながら重ね上げつつ食べる。
タイ料理は一般にスプーンとフォークを使って食事をとるが、このクァイティオ・ナームおよび小麦粉麺のバミー・ナームは、箸を使って食べる例外がある。ただし、箸を使うのが苦手なタイ人はスプーンとフォークを使って食べている。